# Molenhoek (Druten)
Molenhoek is een buurtschap in de Nederlandse gemeente Druten, gelegen in de provincie Gelderland. Het ligt tussen Druten en Horssen.
Afferden · Deest · Druten · Horssen · Puiflijk

Gelderland: Steden en dorpen in Gelderland      Nederland: Provincies · Gemeenten